# Grupo de Mantenimiento de Sistemas de Artillería Antiaéreos 601
El Grupo de Mantenimiento de Sistemas Antiaéreos 601 «Mayor Marcelo Sergio Novoa» (G Mant Sis Aa 601) es una unidad de artillería del Ejército Argentino (EA). Está situado en la Guarnición de Ejército «Mar del Plata», Provincia de Buenos Aires.

## Historia
El Grupo tiene como antecedente a la División de Sistemas de Artillería de Defensa Aérea (Div SADA), creada en el año 1982 en el seno de la Jefatura de la Agrupación de Artillería Antiaérea de Ejército 601-Escuela (Jef AA Ej 601 - Ec) para encargarse del mantenimiento de los sistemas antiaéreos.
El 1 de enero de 1995, el jefe del Estado Mayor General del Ejército (JEMGE) resolvió la creación del Grupo de Mantenimiento de Sistemas de Artillería de Defensa Aérea 601 (G Mant SADA 601) sobre la base de la Div SADA.
En el año 1999 el JEMGE dispuso el cambio de nombre de la unidad nombrándola «Grupo de Mantenimiento de Sistemas Antiaéreos 601» (G Mant Sis Aa 601).